# Bezirk Mironó
Mironó ist ein Bezirk (distrito) des indigenen Territoriums Ngöbe-Buglé in Panama. Die Einwohnerzahl betrug laut Volkszählung 2023 21.800. Es liegt in der Unterregion Nidrini.

## Gliederung
Der Bezirk Mironó ist administrativ in folgende Corregimientos unterteilt:
- Hato Pilón (Hauptstadt)
- Cascabel
- Hato Corotú
- Hato Culantro
- Hato Jobo
- Hato Julí
- Quebrada de Loro
- Salto Dupí